# Бернсторф, Йоханн Хартвиг Эрнст
Йоханн Хартвиг Эрнст Бернсторф (13 мая 1712 — 18 февраля 1772) — датский государственный деятель, граф (с 1767).

## Биография
Юхан Хартвиг Эрнст Бернсторф происходил из старинного рода. Младший сын барона Иоахима Энгельке фон Бернсторфа, который служил при дворе ганноверских курфюрстов камергером. Его дед по материнской линии, Андреас Готтлиб фон Бернсторф (1640—1726), был одним из самых способных министров курфюрста Георга. Под его руководством Юхан получил блестящее образование, приобретя, помимо прочего, глубокие знания ведущих европейских языков, особенно французского. По-датски Бернсторф не говорил, что не мешало ему почти 20 лет управлять Данией.
После обучения в «Collegium illustre» и Тюбингенском университете, в 1732 году, вместе со старшим братом Андреасом Готтлибом (1708—1768), был привлечён на датскую службу братьями Плессен — министрами короля Кристиана VI. В том же году был отправлен с дипломатической миссией ко двору саксонского курфюрста в Дрезден. В 1737—1742 годах представлял Данию на Имперском рейхстаге в Регенсбурге. В 1742—1744 годах — посол в Вене, в 1744—1750 годах — в Париже. По возвращении, в 1751 году занял пост министра по делам государства и министра иностранных дел Дании. Поддерживаемый гофмаршалом Адамом Готлибом Мольтке и королём Фредериком V, занимал на протяжении 21 года очень высокое положение в датском правительстве, в Тайном (Государственном) совете его мнение было решающим.
На посту министра проявлял хладнокровие и выдержку. Основной задачей считал освобождение Дании от немецкой угрозы и мирное урегулирование готторпского вопроса. Стремился сохранить нейтралитет Дании во время Семилетней войне, одновременно поддерживая Францию. После войны стремился сблизиться с Россией. В 1767 году заключил с Россией договор, по которому последняя отказывалась от претензий «готторпское наследство», чем облегчала Дании присоединение территории всего Шлезвиг-Гольштейна. За этот дипломатический успех Бернстофу был дарован графский титул.
Осуществлял политику меркантилизма, был сторонником реформ в духе «Просвещённого абсолютизма».   
13 сентября 1770 года уволен в результате интриг лейб-медика Иоганна Фридриха Струэнзе. Отказавшись от предложения Екатерины II поступить на русскую службу, удалился в своё поместье в Германии, где и скончался.
В конце XIX на страницах Энциклопедического словаря Брокгауза и Ефрона о Бернсторфе было написано следующее:
«Б. обладал замечательными способностями и оставил по себе в Дании прекрасную память своими неусыпными заботами о благе народа и о поднятии производительных сил страны. Заботился он также о народном образовании, для чего привлекали в Данию иностранных ученых, снаряжал ученые экспедиции...»
Известно, что помимо этого, Юхан Хартвиг Эрнст Бернсторф раздавал четвертую часть своих собственных доходов бедным и основал многие больницы и приют в датской столице. Наконец он, по почину своего племянника Андреаса Петера, отпустил на волю своих крестьян, чем дал пример всем прочим землевладельцам страны.

## Память
- В фильме «Королевский роман» его сыграл Бент Майдинг[англ.].